# Булум (Бурятія)
Булум (рос. Булум) — улус Хоринського району, Бурятії Росії. Входить до складу Сільського поселення Краснопартизанське.
Населення — 352 особи (2015 рік).